# Mai Nakahara
Mai Nakahara (中原 麻衣 Nakahara Mai?, Prefectura de Hyōgo, 23 de febrero de 1981) es una seiyū y cantante japonesa afiliada a I'm Enterprise. Algunos de sus hobbies son cocinar y mirar películas, es experta en kendo. Trabajó junto a la seiyū Ai Shimizu en nueve anime donde la mayoría de los personajes tienen estrechas relaciones en el anime: DearS, Kage Kara Mamoru!, My-HiME, My-Otome, My-Otome Zwei, Onegai Twins!, Sola, Kyōkai Senjō no Horizon, Kyōkai Senjō no Horizon II, Strawberry Panic! en un Drama CD de Lucky Star y recientemente en Seikon no Qwaser como un par de gemelas en los episodios 11 y 12. Es más conocida por dar voz a Nagisa Furukawa de Clannad.

## Filmografía

### Anime
2002
- Nanasama, Seven of Seven
- Kaede Minami, Wagamama Fairy Mirmo de Pon!
- Aiko Wakiya, UFO Ultramaiden Valkyrie
- Sayoko Shiranagatani, Spiral: Suiri no Kizuna
- Eina, Gravion

2003
- Rena Kunisaki, .hack//Legend of the Twilight
- Maia Mizuki, Daphne in the Brilliant Blue
- Beppo/Peppo, Gankutsuou
- Anna Aoi, Godannar
- Nami Koumi, Gunparade Orchestra
- May Wong, Kaleido Star
- Chihaya Yamase, Maburaho
- Hazuki Kakio, Mouse
- Skuld, Mythical Detective Loki Ragnarok
- Miina Miyafuji, Onegai Twins
- Asuka, Popotan
- Himawari Natsuwa, Wandaba Style
- Nobo, Submarine 707R
- Todler Nanaka, Nanaka 6/17

2004
- Miu, DearS
- Ena, Gravion
- Midori Kasugano, Midori no Hibi
- Mai Tokiha, Mai-HiME, Mai-Otome, My-Otome Zwei
- Elle Sonoda, Melody of Oblivion
- Mitsu, Samurai Gun

2005
- Chitose Nanbu, Amaenaideyo!!
- Iku Yuuki, Boku wa Imōto ni Koi o Suru
- Kiku "Okiku" Sarasugawa, Happy Seven
- Mai Tokiha, Mai-Otome, My-Otome Zwei
- Yukie Nijou, Noein
- Onee-chan, Fighting Fantasy Girl Rescue Me: Mave-chan

2006
- Rena Ryūgū,Higurashi no Naku Koro ni
- Yuna Konnyaku, Kage Kara Mamoru!
- Kotoha Kiryu, Lovedol ~Lovely Idol~
- Maika Yoshikawa, Magikano
- Nagisa Aoi, Strawberry Panic
- Nanaha Misaki, Tactical Roar
- Noi Kasahara, Wallflower
- Yuzuha, Utawarerumono
- Tsukiyo, Aria the Natural
- Minori Segawa, BALDR FORCE EXE Resolution
- Erika Kiriya, Tsuyokiss - Cool×Sweet

2007
- Nagisa Furukawa, CLANNAD
- Rena Ryūgū, Higurashi no Naku Koro ni Kai
- Ritsuko Akizuki, IDOLM@STER
- Karin Hanazono , Kamichama Karin
- Teana Lanster, Mahou Shoujo Lyrical Nanoha StrikerS
- Asami Hoshino, Myself ; Yourself
- Aono Morimiya, Sola
- Megumi Kuryū , Kimikiss
- Reimi Odajima, Bamboo Blade

2008
- Snow, Blassreiter
- Nagisa Furukawa, CLANNAD After Story
- Shino Ōkouchi, Kannagi: Crazy Shrine Maidens
- Chieri Sakurai, Kyōran Kazoku Nikki
- Kanaru Morimoto, Persona -trinity soul-
- Shion, Shugo Chara!
- Nola Arendt , Spice and Wolf
- María Kurenai Vampire Knight
- María Kurenai Vampire Knight Guilty
- Rina Renfold, Hatenkō Yugi

2009
- Felli Loss, Chrome Shelled Regios
- Rena Ryūgū, Higurashi no Naku Koro ni REI
- Morgan, Tears to Tiara
- Teru Miyanaga, Saki
- Akiko Ogasawara, Taishō Yakyū Musume
- Yukihime Kishima, Denpa teki na Kanojo
- Rinda, Guin Saga
- Margerita, Ristorante Paradiso
- Yappy, Slayers Evolution-R
- Aleida; Kagura Shishidō, Sora Kake Girl
- Micchii, Utsurun Desu

2010
- Hatsune Otonashi, Angel Beats!
- Nanami Yasuri, Katanagatari
- Juvia Lockser, Fairy Tail
- Selnia Iori Frameheart, Ladies versus Butlers!
- Eva-Q, Seikon no Qwaser
- Haruna Niekawa, Durarara!!
- Arisawa-senpai, Hidamari Sketch × ☆☆☆
- Zakuro, Otome Yōkai Zakuro

2011
- Yutori Takamagahara, Aria the Scarlet Ammo
- Rena Ryūgū, Higurashi no Naku Koro ni Kira (OVA)
- Christabel Sistine, Dantalian no Shoka
- Musashi, Kyōkai Senjō no Horizon

2012
- Sae, AKB0048
- Musashi, Kyōkai Senjō no Horizon|Kyōkai Senjō no Horizon II
- Shujinkō, Jinrui wa Suitaishimashita
- Reimu Hakurei, Touhou Musou Kakyou 2
- Yui Takamura, Muv-Luv Alternative: Total Eclipse
- Pure Love Angel Naoe Kanetsugu, Sengoku Collection

2013
- Sae, AKB0048 next stage
- Saipu, Cyclops Shōjo Saipu
- Levia-san, Namiuchigiwa no Muromi-san
- Aki Muruto, Photo Kano
- Haruno Yukinoshita, Yahari Ore no Seishun Love Come wa Machigatteiru.

2014
- Reika Nishimura, Sailor Moon Crystal
- Shiho Fujimiya, Amigos de una semana
- Juvia Lockser, Nuevo Anime: Fairy Tail
- Ayano Tateyama, Mekaku City Actors
- Suzune Ichihara, Mahōka Kōkō no Rettōsei
- Kashima Yuu, Gekkan Shoujo Nozaki-kun
- Sata Reika, Ōkami Shōjo to Kuro Ōji

2015
- Type AB-chan, A Simple Thinking About Blood Type, A Simple Thinking About Blood Type 2
- Yumi Shirayanagi, Charlotte
- Lamia, Cross Ange
- Juvia Lockser, Fairy Tail
- Teana Lanster, Mégane Arpino, Magical Girl Lyrical Nanoha Vivid
- Haruno Yukinoshita, Yahari Ore no Seishun Love Come wa Machigatteiru. Zoku
- Hanabishi, Rampo Kitan: Game of Laplace
- Misa Ichijō, The Rolling Girls
- Sayuri Sawamura, Saekano: How to Raise a Boring Girlfriend
- Sato,  Ore Monogatari!!
- junior,  Danna ga Nani o Itteiru ka Wakaranai Ken
- Niekawa Haruna, Durarara!! x2
- Yoshimi, flor, Doraemon
- Chikada Amy, Detective Conan
- Imo-ko, Yamada-kun to 7-nin no Majo

2016
- Reika Nishimura, Sailor Moon Crystal (3.ª temporada)
- Megumi Fujita, Sakamoto desu ga?
- Yuriko Nogami (ep 12), Joker Game
- Enigma, Musaigen no Phantom World
- Chisa Yukizome, Danganronpa 3: The End of Kibougamine Gakuen - Zetsubou-hen /  Danganronpa 3: The End of Kibougamine Gakuen - Mirai-hen

2017
- Manager Yamada (ep 2-4, 7), Fūka
- Mio Odagiri, Keppeki Danshi! Aoyama-kun

2020
- Mifuyu Azusa , Magia Record
- Michiru Inukai, Munō na Nana[1]
- Rena Ryūgū, Higurashi no Naku Koro ni Gou
- Haruno Yukinoshita, Yahari Ore no Seishun Love Come wa Machigatteiru: Kan (III)

2021
- Rena Ryūgū, Higurashi no Naku Koro ni Sotsu
- Mifuyu Azusa ,  Magia Record Season 2: Eve of Awakening
- Nagisa Furukawa, Kaginado
- Mirai Kakehashi's Mother, Platinum End

2022
- Luccia Wayne , Nōmin Kanren no Skill Bakka Agetetara Nazeka Tsuyoku Natta
- Mifuyu Azusa ,  Magia Record Final Season: Dawn of a Shallow Dream

2024
- Zakuro, Wonderful Precure!.

### Videojuegos
- Shione Azuma, 11 Eyes CrossOver
- Rena Ryūgū, Higurashi no Naku Koro ni
- Nagisa Furukawa, CLANNAD
- Prier, La Pucelle: Tactics
- Klurufa, Rune Factory 3
- Shahra the Ring Genie, Sonic and the Secret Rings
- Tricia, Soul Nomad & the World Eaters
- Arietta Fine, Tortinita Fine, Symphonic Rain
- Estellise "Estelle" Sidos Heurassien, Tales of Vesperia
- Kiho Inokura, Tokimeki Memorial 4 Mobile
- Yggdra, Yggdra Union: We'll Never Fight Alone
- Hikaru, Gokuraku Parodius
- Haruno Yukinoshita, Yahari Game demo Ore no Seishun Love Kome wa Machigatteiru. Zoku
- Haruno Yukinoshita, Yahari Game demo Ore no Seishun Love Kome wa Machigatteiru. Kan
- MEFE (Mii), Black Rock Shooter: The Game
- Honkai Impact 3rd, Seele
- Guns Girl: Mirage Cabin, Seele
- Akagi, Azur Lane
- Nakoruru, KoF XIV
- Blaze, Arknights
- Mifuyu Azusa, Magia Record
- Honkai: Star Rail - Seele[2]

### Drama CD
- Akiho Hayama, Rakka Ryūsui
- Tsukasa Hiiragi, Drama CD Lucky Star
- Hiyoki Kozue, S.L.H Stray Love Hearts!
- Haruno Yukinoshita, Drama CD Yahari Ore no Seishun Love Come wa Machigatteiru “Kanojotachi no, We Will Rock You♡“

## CD

### Sencillos
- 2004-11-03: "Romance"
- 2005-03-02: "Etude"
- 2006-02-08: "Futaribocchi / Monochrome"
- 2007-05-23: "ANEMONE / Sazanami no Koe" (Primer ending de Kamichama Karin)
- 2009-09-30: "Sweet Madrigal"
- 2010-02-10: "My Starry Boy" (Ladies versus Butlers Ending)

### Álbumes
- 2004-02-04: Homework (miniálbum)
- 2005-05-11: Mini Theater
- 2006-09-27: Fantasia (miniálbum)
- 2008-06-25: Metronome Egg

### Participaciones en Anime
- Otome Yōkai Zakuro: Participó en el ending Hatsukoi wa Zakuro-iro junto con Takahiro Sakurai.[3]